# 薩卡瓦
薩卡瓦是玻利維亞的城市，由科恰班巴省負責管轄，位於該國中部，距離首府科恰班巴13公里，始建於1761年6月29日，海拔高度2,719米，每年平均降雨量約450毫米，2001年人口92,581。

## 外部連結
- Map of Chapare Province
- Bolivian Music and Web Varieties

17°24′15″S 66°02′27″W / 17.40417°S 66.04083°W